# 埃德·威克斯
埃德·威克斯（Edward Charles Egerton "Ed" Weeks，1980年10月25日—）是英國的一位演員、喜劇演員和作家。他最著名的作品是福斯廣播公司電視劇明迪煩事多。他在2011年搬到洛杉磯。